# Pipestela hooperi
Pipestela hooperi är en svampdjursart som först beskrevs av Van Soest, Desqueyroux-Faúndez, Wright och König 1996.  Pipestela hooperi ingår i släktet Pipestela och familjen Axinellidae. Inga underarter finns listade i Catalogue of Life.